# Juliette de La Genière
Juliette de La Genière (nata Massenet; Mulhouse, 4 agosto 1927 – Neuilly-sur-Seine, 6 giugno 2022) è stata un'archeologa francese.
Ha lavorato come docente presso l'Università di Lilla, dove ha fondato il Centro di ricerca archeologica.

## Biografia
Nata a Mulhouse nell'Alto Reno, dopo gli studi in giurisprudenza (1946) e scienze politiche (1949), si diploma all'École du Louvre nel 1954. Diviene assegnista di ricerca al CNRS, project manager presso il Louvre e ha conseguito il dottorato di ricerca in archeologia classica nel 1968.
Dal 1969 al 1996 è stata Maître de conférences, e poi professoressa, all'Università di Lilla, dove ha fondato il centro di ricerca archeologica; è stata professoressa emerita dal 1997. De La Genière è stata professore associato presso la Scuola Normale Superiore di Pisa dal 1983 al 1985 e visiting professor presso l'Università di Trento dal 1988 al 1989.
Specializzata in archeologia ellenistica, dal 1988 al 1997 ha diretto gli scavi del santuario di Apollo a Claros e del santuario di Hera a Paestum. Ha inoltre condotto ricerche sull'età del ferro nell'Italia meridionale, dirigendo scavi nei siti di Sala Consilina, Amendolara e Francavilla Marittima, Le Murgie di Strongoli.
Il 27 ottobre 2000 è stata eletta all'Académie des inscriptions et belles-lettres, succedendo a Paul Ourliac, dopo essere stata per sette anni corrispondente dell'Académie. È stata membro dell'Istituto Nazionale di Studi Etruschi ed Italici, del Centre Jean Bérard, dell'Österreichisches Archäologisches Institut, dell'Istituto archeologico germanico, dell'Istituto siciliano per la Storia antica di Palermo, dell'Institut de la Grande Grèce, della Commissione Corpus vasorum antiquorum e corrispondente dell'Istituto Archeologico d'America.
Di rilievo anche i suoi studi e ricerche relativi all'età del ferro nella Crotoniatide.

## Premi
- Ufficiale dell'Ordine Nazionale della Legion d'Onore (2005); Commendatore (2016)
- Commendatore dell'Ordine Nazionale al Merito
- Commendatore dell'Ordre des Palmes académiques
- Cavaliere dell'Ordine delle Arti e delle Lettere
- Grande Ufficiale dell'Ordine al Merito della Repubblica Italiana